# Viễn thông Đông Timor
| Viễn thông Timor-Leste     | Viễn thông Timor-Leste |
| -------------------------- | ---------------------- |
|                            |                        |
|                            |                        |
| Điện thoại cố định (2006): | 3,000                  |
| Điện thoại di động (2007): | 103,000                |
| Tên miền quốc gia:         | .tl                    |
| Mã điện thoại:             | +670                   |

Bài viết này nói về viễn thông tại Đông Timor.

## Điện thoại
Sau khi Indonesia rút khỏi Đông Timor năm 1999, đã bị phá hủy trong các vụ bạo động sau đó, và Telkom Indonesia ngừng cung cấp dịch vụ. Mã số điện thoại quốc gia mới (670) được Liên minh Viễn thông Quốc tế cấp cho Đông Timor, nhưng truy cập quốc tế vẫn bị hạn chế
Một yếu tố phức tạp trên thực tế là mã điện thoại 670 trước đây đã được cấp cho Northern Marianas, và nhiều hãng vẫn tải không hề biết rằng bây giờ nó được dùng cho Đông Timor (Northern Marianas, là một phần của mã vùng khu vực Bắc Mỹ, bây giờ sử dụng mã quốc gia 1 và mã vùng 670).
Giá cước điên thoại cũng rất đắt: ví dụ, Telstra ở Úc đã tăng giá cước gọi đến Đông Timor lên 3.00AUD một phút từ 97 cents năm 2003. Ở UK, giá cước trung bình của nhà mạng BT là £2 một phút.

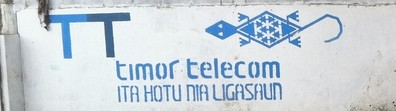
Một quảng cáo của Timor Telecom

Telstra phủ sóng di động của mình tại Đông Timor năm 2000, và cung cấp các dịch vụ đến năm 2003, khi Timor Telecom, công ty do Portugal Telecom sở hữu 50.1%, bắt đầu cung cấp các dịch vụ cố định và di động. Cho đến gần đây, các mạng điện thoại định chủ yếu tập trung ở thủ đô Dili, mặc dù nó cũng đã được mở rộng đến các huyện lỵ.
Theo một thông cáo báo chí do Portugal Telecom, tổng số điện thoại cố định là 3.000 và di động là 103.000 (tính đến tháng 6 năm 2008). Không có dịch vụ băng thông rộng hay ADSL.
Portugal Telecom đã ký một hợp đồng 15 năm vào năm 2002 để đầu tư 29 triệu USD để xây dựng lại và vận hành hệ thống điện thoại. Hợp đồng có thể được kéo dài thêm 10 năm nữa, tổng cộng là 25 năm độc quyền. Tổng doanh thu năm 2003 đạt 10,5 triệu €.
Mọi cuộc gọi và dữ liệu đều thực hiện thông qua Intelsat, sử dụng một kết nối vệ tinh với một hop với liên kế xuống của họ ở Bồ Đào Nha.
Hệ thống hạ tầng điện thoại bị hư hại đáng kể trong bạo loạn khi Đông Timor độc lập.Kết quả là, có rất ít dịch vụ cố định,di động, và chúng được giới hạn chủ yếu cho các khu vực đô thị..
Timor Telecom cung cấp dịch vụ di động GSM, chiếm xấp xỉ 92% dân số, 100% districts, và 57% sub-districts.
Dịch vụ quốc tế có sẵn tại các trung tâm đô thị lớn, nhưng hạn chế ở nơi khác.
Ngày 17/1/2013, Thủ tướng Đông Timor, Xanana Gusmao, giới thiệu Telkomcel là hãng viễn thông thứ hai của Đông Timor với 3 dịch vụ: (1) Dịch vụ di động, (2) Giải pháp doanh nghiệp, (3) Bán lẻ và các dịch vụ quốc tế. Telkomcel do PT Telekomunikasi Indonesia International (TELIN) sở hữu 100%.

## Radio
Có ít nhất 21 đài phát thanh ở Đông Timor. Đài phát thanh chính là Radio Timor Leste, phát bằng các thứ tiếng Tetum, Bồ Đào Nha và Indonesia. Các đài phát thanh khác bao gồm Radio Kmanek, Radio Falintil, và Radio Renascença, trong khi cũng tiếp sóng lại FM của RDP Internacional từ Bồ Đào Nha, Radio Australia, và BBC World Service. đài phát thanh cộng đồng phát sóng trên toàn quốc, trong ngôn ngữ khu vực như Tokodede và Fataluku.

## TV
Đông Timor có một đài truyền hình quốc gia, Televisão Timor Leste hoặc Televizaun Timor Lorosae, phát các chương trình địa phương bằng tiếng Tetum và Bồ Đào Nha, Cũng như tiếp sóng RTP Internacional từ Bồ Đào Nha.
Trong tháng 5/2007, dịch vụ truyền hình và phát thanh Zettl trở nên có sẵn thông qua vệ tinh, sử dụng một transponder thuê của Telkom Indonesia.
Vào tháng 2 năm 2009, TVTL bắt đầu phát các chương trình từ Rede Globo ở Brazil.

## Internet
Kết nối Internet đầu tiên ở Đông Timor được Chương trình APDIP của Liên Hợp Quốc thực hiện vào năm 1999 để hỗ trợ UNTAET, Cơ quan quản lý chuyển tiếp của Liên hợp quốc. Điều này bao gồm một liên kết C Band đến Singapore Telecom. Băng thông ban đầu là 256kbit/s.
Tên miền quốc gia của East Timor là .tl. Tên miền này chính thức thay đổi từ .tp (cho Portuguese Timor) khi đất nước tuyên bố độc lập ngày 20/5/2002.
Đông Timor có khoảng 1.200 người sử dụng Internet (2006) và 285 máy chủ Internet (2008). Phần lớn người dùng sử dụng dial-up thay vì băng thông rộng, và chỉ có 50 host cung cấp bất kỳ dịch vụ băng thông rộng.
Chỉ có một ISP tại East Timor, Timor Telecom. Cách thứ hai là Internet vệ tinh về lý thuyết là có sẵn, khi nước này nằm ở giữa Úc và Châu Á của một số vệ tinh cung cấp dịch vụ, tuy nhiên không có giấy phép nào được cấp cho các dịch vụ bên ngoài Timorese Telecom. Do đó, các dịch vụ internet bao gồm kết nối ADSL điện thoại cố định, cơ sở hạ tầng đường dây chuyên dụng và internet di động 3G.
Tính đến năm 2015, 13,4% dân số được kết nối với internet với đại đa số người dùng sử dụng internet di động. Theo Timor Telecom, khoảng 94% dân số có thể truy cập các dịch vụ điện thoại di động và internet.
Timor Telecom đã tìm cách chặn một số dịch vụ VoIP trên mạng của mình như Skype. Do đó, một số dịch vụ như vậy có thể không hoạt động

### Kiểm duyệt
Không có hạn chế nào của chính phủ đối với việc truy cập Internet hoặc các báo cáo đáng tin cậy rằng chính phủ giám sát e-mail hoặc các phòng chat Internet. Truy cập Internet là tốn kém, chậm, không đáng tin cậy và không có sẵn rộng rãi bên ngoài các khu vực đô thị. Luật pháp cấm sự can thiệp tùy tiện vào quyền riêng tư, gia đình, nhà ở hoặc thư từ và chính phủ thường tôn trọng những điều cấm này trong thực tế.